# Estación de Bristol Temple Meads
La estación de ferrocarril de Bristol Temple Meads (del inglés: Bristol Temple Meads railway station) es la más grande y antigua estación de ferrocarril de Bristol, Inglaterra. Es un centro importante de intercambio para el transporte público en Bristol, con servicios de autobuses a diferentes partes de la ciudad y los distritos circundantes.

## Historia
El nombre de la estación, Temple Meads, procede de la cercana iglesia del Temple, que fue construida por los Caballeros Templarios en el siglo XII, reconstruida en el siglo XIV y destruida por los bombardeos durante la Segunda Guerra Mundial. La palabra "meads" deriva del inglés antiguo, en referencia a la vega junto al río Avon que formaba parte de la parroquia del Templo. En 1820 el sitio era pasto sin desarrollar fuera de los límites de la ciudad antigua, a cierta distancia del centro comercial. Se encontraba entre el puerto y el mercado de la ciudad de Bristol Harbour que fue construida en 1830.